# Alcatoo (figlio di Esiete)
Nella mitologia greca, Alcatoo era un eroe troiano, figlio di Esiete, marito di Ippodamia (la figlia di Anchise) e cognato di Enea, nonché suo precettore. Partecipò nobilmente alla guerra di Troia e la sua figura è ampiamente descritta nell'Iliade di Omero.

## Il mito

### Origini
Personalità di spicco nella guerra di Troia, Alcatoo, che era figlio di Esiete, troiano devotissimo a Zeus, viene descritto da Omero come un uomo valoroso ed eroico, e insigne fra i concittadini per la sua avvenenza e il suo coraggio. Alcatoo aveva preso in moglie Ippodamia, figlia maggiore di Anchise, anch'ella elogiata per la bellezza, l'operosità e il sentimento.
Insieme alla moglie, Alcatoo allevò in casa sua il piccolo Enea, figlio di Afrodite ed Anchise, che quest'ultimo gli aveva affidato quando compì quattro anni. Il figlio di Esiete viene descritto nell'Iliade come un guerriero "dagli occhi lucenti" e "dalle belle membra". Omero nell'Iliade cita Ippodamia e il marito come esempio di coppia virtuosa.

### La morte in guerra
Durante l'attacco alle mura di difesa all'accampamento greco, nel decimo anno di guerra, Ettore, dopo aver scelto i più validi combattenti del suo esercito, li pose a capo di un gruppo d'attacco; schierò dunque Alcatoo nel terzo squadrone insieme al fratello Paride e ad Agenore. L'eroe fu, materialmente, vittima di Poseidone: il dio, infatti, sceso in guerra per aiutare gli Achei nonostante il divieto di Zeus, assisté personalmente il re Idomeneo guidando la sua lancia contro il petto dell'avversario. La lama, trapassata facilmente la corazza di Alcatoo con un secco rimbombo metallico, perforò la carne e ne trafisse il cuore.
Alcatoo, caduto a terra con fragore, morì dopo una breve agonia. Omero si sofferma nel descrivere il macabro particolare della lancia di Idomeneo che, infissa nel cuore del troiano, palpita all'unisono coi residui battiti dell'organo vitale:
(Omero, Iliade, libro XIII, versi 442-444. Traduzione di Rosa Calzecchi Onesti)
Terrorizzato dal feroce vanto di Idomeneo, Deifobo andò alla ricerca di Enea che trovò fermo nelle ultime schiere dell'esercito, contrariato per la scarsa fiducia che Priamo riponeva in lui. Non appena venne a sapere dell'uccisione di Alcatoo, Enea, accecato dall'ira, avanzò gridando verso il suo uccisore il quale, spaventato dal vigore giovanile dell'eroe troiano, si circondò di Afareo, Deipiro, Antiloco, Ascalafo e Merione.
I due temibili guerrieri si affrontarono sul corpo di Alcatoo in un duello senza esito. Omero, tuttavia, non dice se gli achei riuscirono a sottrarre l'armatura dell'eroe.

## Curiosità
- Ad Alcatoo è intitolato l'asteroide troiano 2241 Alcathous.

### Fonti
- Omero, Iliade, libro XIII, versi 427-444; versi 463-467.

### Moderna
- Omero, Iliade, seconda edizione, Torino, Einaudi, 1990, ISBN 978-88-06-17694-5. Traduzione di Rosa Calzecchi Onesti
- Vincenzo Monti, Iliade di Omero, nona edizione, Aroldo Mondadori, 2007, ISBN 978-88-04-53902-5. Traduzione di Manara Valgimigli e Carlo Muscetta